# Сенат Аргентины
Сена́т Аргенти́ны — верхняя палата Национального конгресса Аргентины.

## Выборы Сената
Сенат состоит из 72 мест (по 3 сенатора от столицы и провинций). Сенаторы избираются на 6 лет. Количество избраний на пост сенатора неограниченное. Выборы происходят по методом д’Ондта прямым голосованием — обновляется треть Сената каждые два года. Следовательно, страна поделена на три группы:
1. Провинции Катамарка, Кордова, Корриентес, Чубут, Ла-Пампа, Мендоса, Санта-Фе, Тукуман, где выборы в Сенат проводились в 2003, 2009, 2015, 2021 …
2. Провинции Буэнос-Айрес, Формоса, Жужуй, Ла-Риоха, Мисьонес, Сан-Хуан, Сан-Луис, Санта-Крус, где выборы в Сенат проводились в 2005, 2011, 2017, 2023 …
3. Город Буэнос-Айрес, провинции Чако, Энтре-Риос, Неукен, Рио-Негро, Сальта, Сантьяго-дель-Эстеро, Огненная Земля, где выборы в Сенат проводились в 2007, 2013, 2019 …

Председателем Сената по конституции является вице-президент республики, которого избирают вместе с президентом.
В Сенат может быть избран любой человек, которому уже исполнилось 30 лет, не менее 6 лет имеет гражданство Аргентины, имеет годовой доход не менее 2000 песо, родом из провинции, от которой избирается, и проживает в ней непрерывно не менее двух лет.

## Работа Сената
При вступлении в должность сенатор приносит клятву на верность государству.
Сенат определяет распределение государственных средств, принимает федеральные законы, гражданский, уголовный, торговый, трудовой и другие кодексы, может объявлять состояние войны, представляет на утверждение президента кандидатуры судей Верховного суда и федеральных судов, полномочных представителей, руководителей Вооруженных Сил.
Заседания Сената проходят в южном крыле Дворца Национального конгресса Аргентины.

## Нынешний состав
28 июня 2009 года состоялись очередные парламентские выборы в Конгресс, на которых было обновлено треть членов Конгресса (24 человека). Новоизбранные парламентарии заступили на должности 10 декабря того же года.
Политические партии, которые имеют представительство в Сенате в 2009—2011 годах:
- 30 мест — Фронт за победу
- 18 мест — Гражданский радикальный союз
- 14 мест — Перонистская федеральная партия
- 7 мест — беспартийные
- 2 места — блок «Nuevo Encuentro»
- 1 место — Народный движение Неукена

## Комиссии
При Сенате Аргентины действуют следующие постоянные комиссии:
1. Комиссия по конституционным вопросам
2. Комиссия по внешним отношениям и культа
3. Комиссия по юстиции и уголовных дел
4. Комиссия из общего законодательства
5. Комиссия по бюджету и финансам
6. Комиссия из административных и муниципальных вопросов
7. Комиссия по национальной обороне
8. Комиссия по внутренней безопасности и наркотрафика
9. Комиссия по национальной экономики и инвестиций
10. Комиссия по промышленности и торговле
11. Комиссия по региональной экономики, малых и средних предприятий
12. Комиссия по труду и социального обеспечения
13. Комиссия из сельского хозяйства, скотоводства и рыболовства
14. Комиссия по образованию и культуре
15. Комиссия по правам и гарантий
16. Комиссия горного дела, энергетики и топлива
17. Комиссия по здоровью и спорту
18. Комиссия по инфраструктуры, жилья и транспорта
19. Комиссия из систем, средств связи и свободы слова
20. Комиссия по окружающей среде и развитию альтернативной энергетики
21. Комиссия с населения и человеческого развития
22. Комиссия с договоров
23. Комиссия по распределению федеральных доходов
24. Комиссия по туризму
25. Комиссия по науке и технологии

Также могут создаваться временные комиссии.